# Лоран Ноель
Лоран Ноель (англ. Laurent Noël; 19 березня 1920, Сен-Жуст-де-Бретен'є — 2 липня 2022, Квебек) — канадський римо-католицький єпископ, у 1975—1996 роках єпископ Труа-Рів'єр.

## Життєпис
Священничі свячення отримав 16 червня 1944 року. 25 червня 1963 року отримав призначення на єпископа-помічника Квебеку з титулярним осідком Агатополя. Єпископську хіротонію прийняв 29 серпня 1963 року. Як єпископ-помічник Квебеку брав участь у трьох сесіях Другого Ватиканського собору (1962—1965).
З 7 вересня 1974 року до 15 серпня 1975 року був апостольським адміністратором єпархії Отерів. 8 листопада 1975 року папа Павло VI призначив його єпископом Труа-Рів'єр, інгрес до катедрального собору відбувся 13 грудня. 21 листопада 1996 року перейшов на емеритуру. Від 24 листопада 2020 року до дня смерті був найстаршим католицьким єпископом.